# Cosmosoma zelosa
Cosmosoma zelosa là một loài bướm đêm thuộc phân họ Arctiinae, họ Erebidae.